# 薩摩川内市立川内中央中学校
薩摩川内市立川内中央中学校（さつませんだいしりつ せんだいちゅうおうちゅうがっこう）は、鹿児島県薩摩川内市平佐町にある市立中学校。1982年に川内市立川内東中学校と川内市立川内西中学校が統合されて開校した。

## 概要
旧川内市の区域のほぼ中央部に位置しており、2018年4月6日現在で527名が在籍している。薩摩川内市立平佐西小学校、薩摩川内市立川内小学校、薩摩川内市立平佐東小学校、薩摩川内市立峰山小学校の4つの小学校の校区を校区としている。

## 沿革

### 統廃合実施以前
- 1947年（昭和22年） - 中村町に川内市立川内東中学校、平佐町[3]に川内市立川内西中学校を設置。

### 統廃合実施以後
- 1982年（昭和57年） - 川内市立川内東中学校と川内市立川内西中学校を統廃合し、川内市立川内中央中学校として開校[1]。
- 2004年（平成16年） - 川内市などが新設合併し薩摩川内市となったのに伴い、薩摩川内市立川内中央中学校に改称。
- 2018年（平成30年） - 薩摩川内市立高江中学校を統合。

## 部活動

### 運動系
- 柔道部
- 剣道部
- 野球部
- サッカー部
- 卓球部（男・女）
- バレー部（男・女）
- ソフトテニス部（男・女）
- バスケット部（男・女）
- 水泳部
- 陸上部

### 文化系
- 吹奏楽部
  - 第61回鹿児島県吹奏楽コンクール金賞受賞鹿児島県代表
  - 第61回九州吹奏楽コンクール金賞受賞
- 美術部

## 通学区域
以下の大字の区域が川内中央中学校の通学区域に指定されている。
- 川内小学校 - 東向田町、西向田町、向田本町、向田町、神田町、東開聞町、西開聞町、冷水町、宮里町、若松町の全域。
- 平佐西小学校 - 平佐町、白和町、鳥追町、横馬場町、天辰町、田崎町、永利町のうち字倉谷，小牟田原，辰口，南川、宮崎町のうち字古川及び沖玉の全域。
- 平佐東小学校 - 楠元町、中村町、久住町の全域。
- 峰山小学校 - 高江町の全域。

## 著名な出身者
- 小西真奈美（女優）[要出典]
- 瀬戸口樹（元独立リーグ野球選手）
- 田ノ上信也（プロサッカー選手）[要出典]
- 濱田玲（モデル）
- 德丸英器（ミュージシャン・タレント）